# 市光工業
市光工業株式会社（いちこうこうぎょう、英: ICHIKOH INDUSTRIES, LTD.）は、日本の大手自動車部品メーカー。主に灯火類（ライト）とミラーがメイン。世界で初めて電動格納ドアミラーを開発したことでも知られる。2017年フランスの大手自動車サプライヤーのヴァレオ社の傘下に入り外資系企業となった。マレーシア、インドネシア、タイなど海外にも製造拠点があり海外展開を行っている。
日本車の純正部品においては、同業他社のスタンレー電気や小糸製作所と並んでシェアを三分し、特にヘッドライトバルブやヘッドライト本体の純正部品採用率が高い。

## 沿革
- 1903年（明治36年）6月 - 東京都大田区で白光舎創業。
- 1916年（大正5年）4月 - 市川製作所、自動車部品製造業として創業。
- 1934年（昭和9年）6月 - 株式会社市川製作所設立。
- 1939年（昭和14年）12月 - 株式会社白光舎設立。
- 1957年（昭和32年）11月 - 株式会社白光舎工業に商号変更。
- 1961年（昭和36年）10月 - 東京証券取引所2部上場。
- 1967年（昭和42年）5月 - 白光舎工業と市川製作所、業務提携を結ぶ。
- 1968年（昭和43年）10月 - 株式会社白光舎が株式会社市川製作所を合併し、現商号に変更。
- 1971年（昭和46年）8月 - 東京証券取引所1部上場。
- 1983年（昭和58年）7月 - 中津市大新田に生産子会社、九州市光を設立。
- 2000年（平成12年）7月 - ヴァレオ社と照明機器部門において包括的事業提携。
- 2005年（平成17年）11月 - FIEM社と技術支援契約を締結。
- 2010年（平成22年）10月 - 本社を東京都品川区から神奈川県伊勢原市に移転。
- 2012年（平成24年）3月 - 私的独占の禁止及び公正取引の確保に関する法律（独占禁止法）違反容疑で公正取引委員会による立ち入り検査[1]。
- 2014年（平成26年）12月 - 無錫光生科技有限公司を100%子会社化。
- 2017年（平成29年）
  - 1月 - 筆頭株主であったヴァレオ・バイエンが株式公開買付けにより、議決権所有割合で55.09%の株式を取得し、親会社となる[2]。
  - 11月 - エレマテックと商用車用バックカメラ製品の独占販売契約を締結（販売事業を10億円で譲渡）、開発・製造はICHIKOHブランドで継続。
- 2024年（令和6年）3月27日 - 子会社であるPIAA株式会社の全株式を宇佐美鉱油へ売却することを発表（同年8月30日に譲渡予定）[3]。

## 所在地
- 本社・伊勢原製造所・テクニカルセンター（神奈川県伊勢原市）
- 厚木製造所（神奈川県厚木市）
- 藤岡製造所（群馬県藤岡市）
- ミラー製造所（群馬県藤岡市）
- 中部支店（名古屋市天白区）
- アフターマーケット部　東京営業（東京都新宿区）
- 太田営業所（群馬県太田市）
- 大阪営業所（大阪府吹田市）

### かつて存在した事業所
- 東十条研究所（東京都北区） - 閉鎖。
- 蓮田製造所（埼玉県蓮田市） - 閉鎖
- 大泉製造所（群馬県邑楽郡大泉町）- 閉鎖。かつてはヘッドランプを製造していたが、2009年12月をもって操業停止[4]。
- 中津川製造所（岐阜県中津川市）‐ 閉鎖。かつてはリアコンビネーションランプを生産していたが、2009年9月をもって操業停止[4]。

## ブランド
- 現在は「ICHIKOH」を使用しているが、1980年代後半までは「IKI」ブランドを使用していた。
- 「PIAA」はカー用品店向けのアフターパーツ用ブランドで、PIAA株式会社として分社化している。こちらも純正系アフターパーツブランドとしては「RAYBRIG」（レイブリッグ、スタンレー電気[注釈 2]）や「POLARG」（ポラーグ、小糸製作所・日星工業）と並ぶものだが、2024年3月に「ライティング事業への経営資源の集中」を理由に宇佐美鉱油へ売却することが発表された[3]。

## 関連会社

### 国内
- PIAA
- 九州市光工業
- 美里工業
- ハクデン
- ライフエレックス